# A Weaver of Dreams
A Weaver of Dreams er en amerikansk stumfilm fra 1918 af John H. Collins.

## Medvirkende
- Viola Dana - Judith Sylvester
- Clifford Bruce - Carter Keith
- Mildred Davis - Margery Gordon
- Russell Simpson - Martin Chandler
- Clarissa Selwynne - Cynthia Bancroft
- Vera Lewis - Hattie Taylor